# Carbonio-10
Il carbonio-10 o 10C è un isotopo radioattivo del carbonio avente 6 protoni e 4 neutroni.
Non è presente in natura e viene prodotto negli acceleratori.

## Decadimento
Il carbonio-10 decade per trasformazione di un protone in neutrone, con conseguente emissione di un positrone.
10C → e+ + 10B
| Emivita             | 19,29 s        |
| Tempo di vita       | 27,83 s        |
| Attività specifica  | 2,16×109 TBq/g |
| Modo di decadimento | β+ (positrone) |
| Decadimento β+      |                |
| Energia             | 2,625751 MeV   |
| Percentuale         | 100%           |
| Nuclide figlio      | 10B            |

## Utilizzi
La breve emivita di questo isotopo del carbonio non ne permette nessun utilizzo pratico.

## Isotopi vicini
Le caselle colorate corrispondono ad isotopi stabili.
|     |     |     | 12O | 13O | 14O  | 15O  | 16O  | 17O  |
|     |     | 10N | 11N | 12N | 13N  | 14N  | 15N  | 16N  |
|     | 8C  | 9C  | 10C | 11C | 12C  | 13C  | 14C  | 15C  |
| 6B  | 7B  | 8B  | 9B  | 10B | 11B  | 12B  | 13B  | 14B  |
| 5Be | 6Be | 7Be | 8Be | 9Be | 10Be | 11Be | 12Be | 13Be |